# Blanca Rosa Mármol
Blanca Rosa Mármol de León (Caracas, Distrito Federal, Venezuela) es una abogada especialista en Ciencias Penales y Criminológicas, funcionaria pública, política, docente, escritora y exmagistrada emérita del Tribunal Supremo de Justicia de Venezuela (TSJ). Fue Presidenta de la Asociación de Jueces del Distrito Federal y el Estado Miranda, en el período 1992-1994, siendo igualmente en ese período representante en Venezuela de la Federación Latinoamericana de Magistrados, ha participado como ponente en muchos Congresos a nivel nacional e internacional y de igual forma ha recibido distintas condecoraciones y reconocimientos.

## Inicios y formación
Estudió la primaria en el colegio San António de las hermanas franciscanas, después pasó a estudiar al liceo Andrés Bello. Luego de graduarse como bachiller tenía algunas opciones de estudio como psicología, filosofía o Derecho decidiendo estudiar esta última. Comenzó sus estudios en la Universidad Central de Venezuela (UCV) en 1968 en donde se graduó como abogada, posterior a eso hace su postgrado obteniendo el título de especialista en ciencias penales y criminológicas, además de una licenciatura en la misma universidad en 1983, teniendo profesores como el Dr. Jorge Frías Caballero, Eduardo Novoa Monreal y Jorge de la Rúa, entre otros. Mientras estudió en la universidad, contrajo matrimonio y tuvo dos hijos.
Al graduarse ejerció por un período de tiempo y luego viajó con su esposo a los Estados Unidos, donde nació su tercer hijo. Comenzó una carrera judicial como defensora pública, en 1975 ingresa como defensora pública octava de presos del circuito judicial del Distrito Federal y Estado Miranda, en el cual se desempeña hasta 1980, cuando fue designada Juez Décima Novena de Primera Instancia en lo Penal de la misma circunscripción judicial. Ejerce esa función hasta el año 1987, fecha en la cual es ascendida a Juez Superior Novena en lo penal de la Circunscripción Judicial del Distrito Federal y Estado Miranda.
En el año 1999 en virtud del cambio al código orgánico procesal penal pasa a ser miembro de la sala tres de la Corte de Apelaciones de la misma circunscripción judicial, habiendo participado activamente en la transición del código de enjuiciamiento criminal al código orgánico procesal penal. En diciembre del año 2000 es designada Magistrada de la Sala de Casación Penal del Tribunal Supremo de Justicia, por un período de doce años, cargo que desempeñó hasta el 2012.
En el año 1993 ingresa como profesora de la facultad de derecho de la Universidad Central de Venezuela en la materia penal, en la cual imparte clases por siete años hasta el año 2000. También ejerció como profesora de proceso penal en la Universidad Católica Andrés Bello.
Fue presidenta de la Asociación de Jueces del Distrito Federal y el Estado Miranda, en el período 1992-1994, siendo igualmente en ese período representante en Venezuela de la Federación Latinoamericana de Magistrados. Fue miembro, secretaria, de la Junta Directiva del Colegio de Abogados de Caracas, durante 1996 hasta 1998. También fue miembro de la Sociedad Venezolana de Estudios Penales de la Sociedad de Amigos del Derecho Penal U.C.V. y Sociedad Venezolana de Estudios e Investigaciones en Derecho y Bioética. Es miembro activo de la Asociación Internacional de Mujeres Jueces (International Association of Women Judges en inglés o IAWJ por sus siglas).
Entre algunas de sus condecoraciones están: La Diego de Lozada de la Alcaldía de Caracas, Bicentenaria del Colegio de Abogados de Caracas, Orden Francisco de Miranda, Medalla Arminio Borjas Federación Colegio de Abogados, Botón Asociación de Jueces Distrito Federal y Estado Miranda, además de reconocimiento internacional por su participación en congresos, foros, eventos, programas televisivos, entre otros, actuando en algunos de ellos como ponente.
Blanca Rosa Mármol como conocedora de amplia experiencia en el derecho, fue la autora de numerosos votos y decisiones que marcaron la historia de la jurisprudencia de Venezuela. Durante su carrera en el poder judicial fue notable la firmeza y coherencia de sus decisiones en diversas áreas del derecho penal. Después de la conclusión de su período como Magistrada del Tribunal Supremo de Justicia, Mármol fundó un escritorio familiar especializado con el propósito de atender casos de especial complejidad, ofrecer ayuda en casos pro bono, promover la discusión de tesis jurídicas y actuar en las áreas de derecho penal, contratos internacionales, crímenes financieros, derecho de internet y propiedad intelectual.

### Vida política
Pese a que Blanca Rosa Mármol no se adjunta a ningún partidos político, una vez culminada sus acciones en el 2012 dentro del Tribunal Supremo de Justicia, Blanca Rosa Mármol comenzó a manifestar su descontento con las decisiones judiciales, legales y constitucionales tomadas por el Gobierno de Hugo Chávez y su vicepresidente Nicolás Maduro, volviéndose una opositora férrea en contra de dicho gobierno.
- El 10 de enero de 2013 criticó un fallo del Tribunal Supremo de Justicia que estipulaba que Hugo Chávez seguía en funciones a pesar de que este estuviera ausente por su enfermedad, asimismo declaró que "tendría consecuencias jurídicas graves sobre el país, en especial, los acuerdos comerciales que avale un gobierno encabezado por el vicepresidente Nicolás Maduro, debido a que este cesa sus funciones el 10 de enero, entonces todos sus actos podrían ser considerados nulos".[5]

- El 8 de noviembre de 2013 la exmagistrada, aseguró que el mecanismo viable que el pueblo podría activar es la convocatoria a una Asamblea Nacional Constituyente, prevista en el artículo 348 de la Carta Magna. Siendo una de los primeros dirigentes en Venezuela en plantear esa opción como salida a los problemas económicos que se estaban acentuando. Blanca Rosa enfatizó: “nos inclinamos por la Constituyente, porque se requiere la recolección y del visto bueno de un 15% del electorado y con eso ya salir adelante con la iniciativa; no creo que sean convenientes otros mecanismos dentro de la Constitución que sean susceptibles de ser revisados por nuestra inefable Sala Constitucional del TSJ”.[6]

- Para el 16 de octubre de 2015 declaró que el Tribunal Supremo de Justicia (TSJ) había oficializado la jubilación anticipada de 13 magistrados de sus distintas salas, quienes en bloque renunciaron a la posibilidad de continuar ejerciendo sus cargos hasta 2016, esto como una maniobra política.

En este sentido, manifestó que “indudablemente llegaron a un acuerdo con el régimen, porque la única explicación posible es que si ellos renunciaban las designaciones de nuevos magistrados que debía realizar la nueva Asamblea Nacional el próximo año, ahora podrá hacerlo este Parlamento con mayoría oficialista”.
De igual modo ha denunciado constantemente "fraude en las elecciones" que se han llevado a cabo durante el gobierno de Nicolás Maduro, Tildo de "Homicidio Calificado" el asesinato del piloto del Cuerpo de Investigaciones Científicas, Penales y Criminalísticas (CICPC) Óscar Alberto Pérez alegando que "En Venezuela no existe pena de muerte y nadie puede aplicarla", señalando que este debió tener un juicio donde se le imputaran cargos. Ha participado activamente en la reconstrucción democrática de Venezuela denunciando violaciones flagrantes en la constitución y en el estado de derecho por parte del ejecutivo. También ha denunciado la imposición de la inteligencia de Cuba en Venezuela.
En julio de 2023 en opinión como exmagistrada del TSJ opinó sobre la inhabilitación de María Corina Machado advierte que las inhabilitaciones políticas sólo pueden ser derivadas de una condena penal y de que la persona haya sido sometida a presidio. En septiembre de 2023 advirtió que sería un error asumir la estrategia de algunos políticos de oposición en el sentido de que si quien gane las primarias esté inhabilitado sea reemplazado por el candidato que le siga en número de votos. "Eso sería convalidar la existencia de una inhabilitación que no está"
El día 4 de abril de 2024 la exmagistrada Blanca Rosa Mármol envió una carta solicitando la revisión de las partidas de nacimiento de todos los candidatos a las Elecciones presidenciales de Venezuela de 2024.